# Shannon Walker
Shannon Walker (sinh ngày 4 tháng 6 năm 1965) là một nhà vật lý người Mỹ và là một phi hành gia được NASA lựa chọn vào năm 2004. Cô đã thực hiện sứ mệnh đầu tiên của mình vào không gian vào ngày 25 tháng 6 năm 2010 trên tàu Soyuz TMA-19 và dành 163 ngày trong không gian.
Cô quay trở lại không gian cho nhiệm vụ có thời gian dài thứ hai của mình vào 15 tháng 11 năm 2020, trên tàu SpaceX Crew-1, chuyến bay hoạt động đầu tiên của tàu Crew Dragon.